# Рожаево
Рожаево — деревня в Белозерском районе Вологодской области.
Входит в состав Артюшинского сельского поселения, с точки зрения административно-территориального деления — в Артюшинский сельсовет.
Расстояние по автодороге до районного центра Белозерска — 53 км, до центра муниципального образования села Артюшино — 13 км. Ближайшие населённые пункты — Анашкино, Карл Либкнехт, Остров Сладкий.
По данным переписи в 2002 году постоянного населения не было.